# 公会議主義
公会議主義（こうかいぎしゅぎ、英: Conciliarism）は、キリスト教・カトリック教会の歴史において公会議にこそ教会内の至上決定権があると唱える思想のことである。

## 歴史
公会議主義のルーツは、13世紀に絶頂に達した教皇権に対する抑止力としての公会議の役割が注目されたことにある。神学者たちの中でも、公会議の権威が教皇権を超えるものであるという認識を持つものが現れ始めた。例えばオッカムのウィリアムや、パドヴァのマルシリウスといった神学者たちが公会議主義を支持する思想的枠組みを作った。
14世紀に入るとフランス王の圧力によって教皇がアヴィニョンに移動するという事件が起こり（アヴィニョン捕囚）、さらにローマ・アヴィニョンに教皇が並び立つという異常な事態（教会大分裂、西方離教）に至ると、公会議に対して
1. 対立教皇を廃位し正統な教皇を明確にさせること
2. 公会議が主導して教会改革（いわゆる「頭と肢体の改革」）を行うこと

という二つの役割が期待され、公会議主義への期待が高まった。
この流れの中で行われたコンスタンツ公会議（1414年－1418年）は、ピエール・ド・アイイやジャン・ジェルソンといった公会議主義者の主導によって行われた。この中で採択された1415年の教令「ヘック・サンクタ」（Heac Sancta）は公会議の決定は誰にも覆すことができないと宣言し、公会議主義の頂点の象徴となった。しかし公会議主義は教皇の権威と教会のヒエラルキーを無視するものではなかった。ジェルソンらもあくまで非常事態においての公会議の優位を強調している。
その後、バーゼル公会議、第5ラテラン公会議へ至る流れの中で、教皇権が求心力を取り戻すと共に教皇首位説が再び盛り返したが、公会議主義が完全に断罪されたわけではなく、教会の非常時に適用される考え方であるという見方が定着していった。このことは教皇不可謬説が19世紀の第1バチカン公会議にいたるまで公式に宣言されなかったことからもわかる。
14世紀、15世紀にはすでにローマ・カトリック教会から離れていた正教会にあっても、元々ローマ教皇権に関する解釈を巡っての紛糾が分裂の一因ともなっただけに、教皇よりも公会議に至上権があるという公会議主義への共感を示していた。そもそも正教会においては総主教や東ローマ皇帝といえども単独で教義は決定できず、その最終決定は全て教会会議によるものとされている。